# Ramesh Patel
Ramesh Patel (Auckland, 12 september 1953) is een hockeyer uit Nieuw-Zeeland. 
Patel nam driemaal deel aan de Olympische Spelen en behaalde tijdens de Olympische Spelen 1976 in Montreal zijn beste prestatie door samen met zijn broer Mohan de gouden medaille te winnen. 

## Erelijst
- 1972 – 9e Olympische Spelen in München
- 1973 - 7e Wereldkampioenschap in Amstelveen
- 1975 - 7e Wereldkampioenschap in Kuala Lumpur
- 1976 –  Olympische Spelen in Montreal
- 1982 - 7e Wereldkampioenschap in Bombay
- 1984 – 7e Olympische Spelen in Los Angeles